# The NeverEnding Story
 The NeverEnding Story (Em Alemão: Die unendliche Geschichte) (Brasil: A História Sem Fim / Portugal: História Interminável) é um filme de fantasia épico germano-americano de 1984 baseado no romance de mesmo nome escrito por Michael Ende. O filme foi dirigido e co-escrito por Wolfgang Petersen (seu primeiro filme em Inglês) e estrelado por Barret Oliver, Noah Hathaway, Tami Stronach, Moses Gunn, Thomas Hill, e Alan Oppenheimer como as vozes de Falkor e Gmork. Na época de seu lançamento, foi o filme mais caro produzido fora dos EUA ou da URSS. Ele foi seguido por duas sequências: The NeverEnding Story II: The Next Chapter e The NeverEnding Story III: Escape From Fantasia.

## Elenco principal
- Barret Oliver - Bastian Balthazar Bux
- Noah Hathaway - Atreyu
- Tami Stronach - Imperatriz Criança
- Patricia Hayes - Urgl
- Sydney Bromley - Engywook
- Gerald McRaney - pai de Bastian
- Moses Gunn - Cairon
- Alan Oppenheimer - dublador de Falkor, Gmork, Rockbitter e o narrador
- Thomas Hill - Carl Conrad Coreander
- Deep Roy - Teeny Weeny
- Tilo Pruckner - Nighthob
- Darryl Cookser, Drum Garret e Nicholas Gilbert - Ethan, Todd e Lucas

## Sinopse
Bastian Balthazar Bux  (Barret Oliver) é um garoto sonhador, que usa a imaginação como refúgio para os fatos que o entristecem, como as provas de Matemática, brigas na escola e, especialmente, a recente perda de sua mãe. Um dia, o garoto a caminho da escola briga com outros colegas, foge, e acaba parando numa livraria, onde toma conhecimento de um livro chamado "A História Sem Fim". A leitura do livro o transporta ao fantástico mundo de "Fantasia", habitado por um caracol de corrida, um morcego planador, um dragão da sorte, elfos, uma Imperatriz Criança (Tami Stronach), o valente guerreiro Atreyu (Noah Hathaway) e uma pedra ambulante chamada Come-Pedra. O jovem começa a visualizar o que lê. A imperatriz que governa "Fantasia" está morrendo e, junto com ela, todo aquele mundo habitado por criaturas maravilhosas. Um jovem guerreiro é a única esperança para encontrar a cura para a doença da imperatriz e impedir que aquele mundo fosse engolido pelo "Nada".

## Produção
O filme adaptou só a primeira metade do livro, enquanto no segundo filme, adaptou a segunda metade, mas com algumas diferenças. A maior parte das gravações aconteceram no Bavara Studios, em Munique, exceto as cenas das árvores e o interior da escola, que foram gravadas em Vancouver, no Canadá. Quando Atreyu cai da árvore na praia, a cena foi filmada na praia de Mónsul, em San José, Almería, Espanha.

## Estreias internacionais
| País               | Estreia                                                |
| ------------------ | ------------------------------------------------------ |
| Alemanha Ocidental | 6 de Abril de 1984                                     |
| Estados Unidos     | 20 de Julho de 1984                                    |
| Brasil             | 5 de Outubro de 1984                                   |
| México             | 17 de Novembro de 1984 (Muestra Internacional de Cine) |
| França             | 21 de Novembro de 1984                                 |
| Espanha            | 6 de Dezembro de 1984                                  |
| Itália             | 6 de Dezembro de 1984                                  |
| Países Baixos      | 6 de Dezembro de 1984                                  |
| Suécia             | 21 de Dezembro de 1984                                 |
| Austrália          | 26 de Dezembro de 1984                                 |
| Dinamarca          | 26 de Dezembro de 1984                                 |
| Argentina          | 3 de Janeiro de 1985                                   |
| Portugal           | Fevereiro de 1985 (Festival de Fantasporto)            |
| Finlândia          | 15 de Fevereiro de 1985                                |
| Japão              | 16 de Março de 1985                                    |
| Reino Unido        | 4 de Abril de 1985                                     |
| Irlanda            | 12 de Abril de 1985                                    |
| Noruega            | 25 de Abril de 1985                                    |
| Hong Kong          | 4 de Julho de 1985                                     |
| Colômbia           | 11 de Julho de 1985                                    |
| Taiwan             | 24 de Agosto de 1985                                   |
| Portugal           | 27 de Setembro de 1985                                 |
| Hungria            | 18 de Dezembro de 1986                                 |
| Coreia do Sul      | 16 de Julho de 1988                                    |
| França             | 22 de Dezembro de 2010 (re-estreia)                    |
| Islândia           | 22 de Setembro de 2011 (Festival de Reykjavik)         |
| Espanha            | 6 de Dezembro de 2014 (Madrid) (re-estreia)            |
| Espanha            | 21 de Junho de 2015 (Barcelona) (re-estreia)           |
| Suécia             | 19 de Março de 2016 (Festival de BUFF)                 |

## Música
A trilha sonora foi composta por Klaus Doldinger de um grupo de jazz japonesa chamado Passport.

## Premiações
- Vencedor do Saturm Award (Academy of Science Fiction, Fantasy & Horror Films, EUA) de 1985 na categoria "melhor performance de jovem ator" (Noah Hathaway)
- Vencedor do Bavarian Film Award (Alemanha) de 1985 na categoria "melhor produção"
- Vencedor do Film Award in Gold (German Film Awards, Alemanha)
- Vencedor do Young Artist Award (Golden Screen, Alemanha)

## Cronologia dos filmes da série
- The NeverEnding Story (1984)
- The NeverEnding Story II: The Next Chapter (1990)
- The NeverEnding Story III (1994)

## Series
- The Neverending Story: the animated adventures of Bastian Balthazar Bux (1995)
- Tales from the Neverending Story (2001)